# Condado de Albany (Nueva York)
El condado de Albany es uno de los 62 condados del Estado de Nueva York, Estados Unidos. La sede del condado es Albany, que además es su ciudad más grande. El condado posee un área de 1.381 km², de los cuales 25 están cubiertos por agua; de acuerdo al censo nacional del año 2000, la población es de 294.555 habitantes, lo que da una densidad de 217 hab/km². Este condado fue fundado en 1683. Su nombre proviene del duque de York y duque de Albany, que posteriormente sería el monarca Jacobo II de Inglaterra.

## Geografía
El condado de Albany se encuentra ubicado en las coordenadas 42°39′35″N 73°46′53″O / 42.65972, -73.78139. Según la Oficina del Censo, el condado tiene un área total de 1.381 km² (533 sq mi), de la cual 1.356 km² (523 sq mi) es tierra y 25 km² (10 sq mi) (1.83%) es agua.

### Condados adyacentes
- Condado de Greene, Nueva York - sur
- Condado de Columbia, Nueva York - sureste
- Condado de Rensselaer, Nueva York - este
- Condado de Saratoga, Nueva York - norte
- Condado de Schenectady, Nueva York - noroeste
- Condado de Schoharie, Nueva York - oeste

## Demografía
Según la Oficina del Censo, en 2000, había 294.565 personas, 120.512 hogares, y 70.981 familias que residían en el condado. La densidad de población era de 563 personas por milla cuadrada (217/km²). Había 129.972 viviendas en una densidad media de 248 por milla cuadrada (96/km²). La composición racial del condado era de 63.19% blancos, el 31.08% negros o afroamericanos, el 0.21% amerindios, el 2.75% asiáticos, 0.03% isleños del Pacífico, el 1.05% de otras razas, y el 1.70% de dos o más razas. El 3.08% de la población eran hispanos o latinos de cualquier raza. El 90.4% de la población hablaba inglés, el 2.7% español y el 1.0 italiano como primera lengua.
En 2000 había 120.512 hogares de los cuales 27.9% tenían niños bajo la edad de 18 que vivían con ellos, el 43.2% eran parejas casadas viviendo juntas, el 12.2% tenían a una mujer divorciada como la cabeza de la familia y el 41.1% no eran familias. El 33.0% de todas las viviendas estaban compuestas por individuos y el 11.3% tenían a alguna persona anciana de 65 años de edad o más. El tamaño del hogar promedio era de 2.32 y el tamaño promedio de una familia era de 2.99.
En el condado la composición por edad era del 22.6% menores de 18 años, el 11.3% tenía entre 18 a 24 años, el 28.8% de 25 a 44, el 22.8% entre 45 a 64, y el 14.5% tenía 65 años de edad o más. La edad promedia era 37 años. Por cada 100 mujeres había 91.7 varones. Por cada 100 mujeres mayores de 18 años había 87.8 varones.
Según el censo del año 2000, los ingresos medios por hogar en el condado eran de $42.935 y los ingresos medios por familia eran $56.724. Los hombres tenían unos ingresos medios de $39.838 frente a los $30.127 para las mujeres. La renta per cápita para el condado era de $23.345. Alrededor del 7.2% de las familias y del 10.6% de la población estaban por debajo del umbral de pobreza, el 12.9% eran menores de 18 años de edad y el 7.3% eran mayores de 65 años.

## Localidades

### Ciudades
Albany |
Cohoes |
Watervliet 

### Pueblos
Berne |
Bethlehem |
Coeymans |
Colonie |
Green Island |
Guilderland |
Knox |
New Scotland |
Rensselaerville |
Westerlo

### Villas
Altamont |
Colonie |
Green Island |
Menands |
Ravena |
Voorheesville

### Lugares designados por el censo
Coeymans |
Delmar |
Medusa |
Preston-Potter Hollow |
Westmere 